# 祝福 (琵琶協奏曲)
《祝福》為中國作曲家趙季平在1980年以魯迅同名短篇小說《祝福》為藍本寫作的大型G大調奏鳴曲式琵琶協奏曲。《祝福》小說中以女主角祥林嫂苦难经历与过年祝福气氛間的反差描繪民初勞動人民的生活。趙季平採用陝西地方戲曲秦腔音調，運用琵琶的演奏技巧表現感情，中式音樂技法濃厚。其情感表达方式、调性、调式方面都影響了中国琵琶协奏曲的創作和演奏。該曲調式主要為G大調。

## 寫作手法
此曲寫於1980年，赵季平以秦腔《祝福》、《祭灵》和電影《祥林嫂》配樂為素材，寫出了《祝福》。樂曲重新詮釋祥林嫂的形象，並利用祥林嫂在人們心中的藝術形象，達到「与听众心灵相通的艺术效果」。

### 樂曲背景

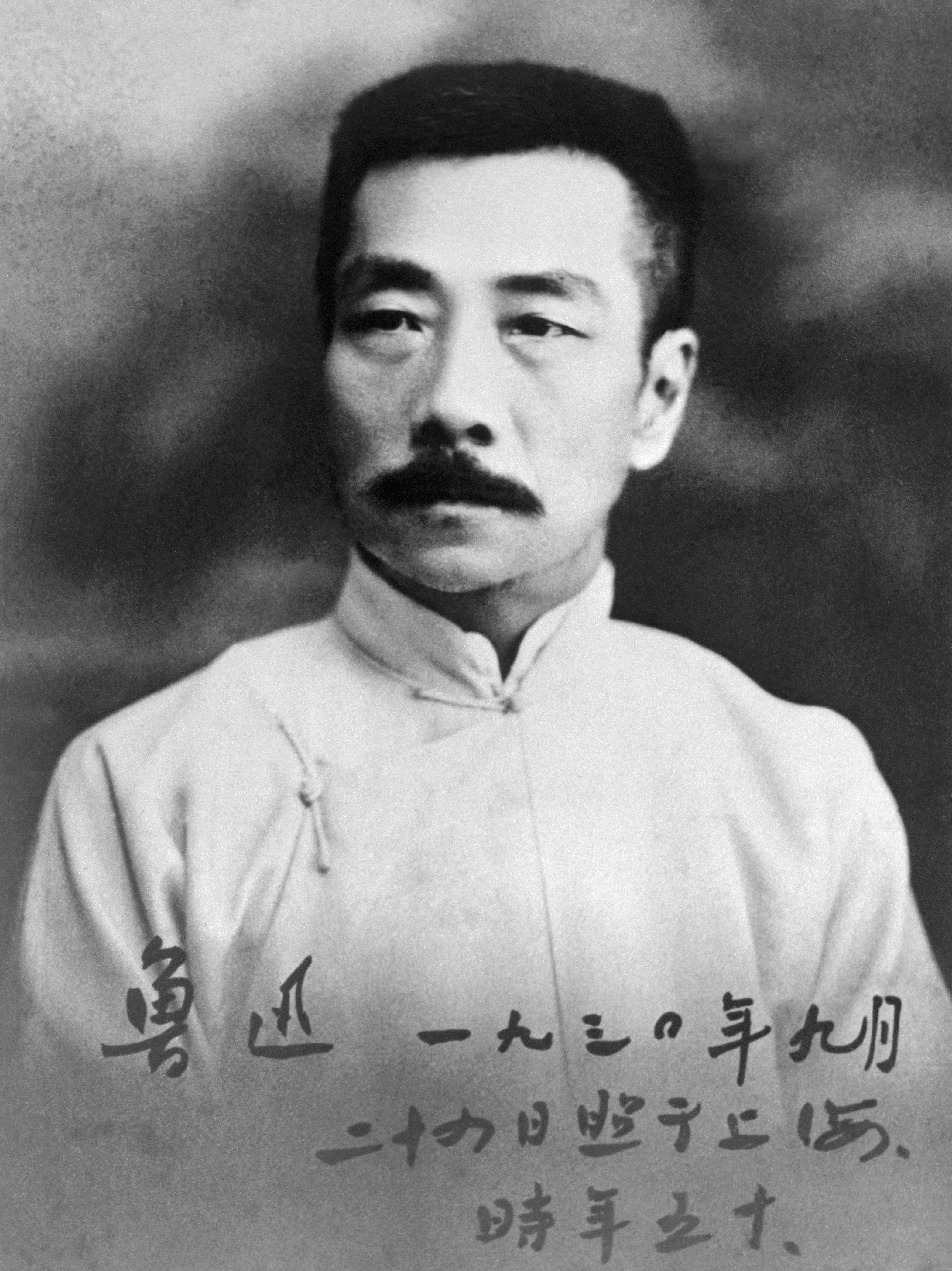
魯迅

該曲的藍本《祝福》是魯迅短篇小说代表作之一，1924年3月首刊於《东方杂志》。《祝福》透過女主角祥林嫂揭示民國初年社會制度下勞動婦女的悲慘命運，在過年時祝福气氛間，祥林嫂卻飢貧而卒。作曲家趙季平以之為藍本創作此曲。

## 樂曲概述
該曲為G大調的奏鳴曲，快板、慢板交替進行。可以分為引子（第1到第23小節）、呈示部（第24到第231小節）、發展部（第232到第331小節）、琵琶華彩樂段（第332小節）、再現部（第333到第438小節）。
引子以琵琶单弹和扫弦两个有力的短句开始，与三下单音之后的滚奏，加上強烈伴奏營造氣勢。後以速度變化引出主題。低音伴奏聽來淒涼哀婉。
呈示部起於D商調式，前段琵琶的主題旋律模仿秦腔中的「哭腔」，是整首曲子的主导动机，表達祥林嫂的哀怨情思。
中段速度趨於快板，以三连音和十六分音符营造紧张情绪，紧随其后的是扫拂滚奏，並由一连串的琶音和和弦把情绪推到了至高点，在最后一个音符上爆发後再次轉回D商調式，以行板重現主題旋律。
展開部可略分為六段，第一段的小快板主要描繪新春時互道祝福的喜慶氣氛。
僅有兩個小節的第二樂段轉至E羽調式，接續過渡性的第三樂段。第四階段突然插入抒情的柔板，增強感染力。第五樂段又回到小快板，採模進音型，由E徵調轉到G徵調，再回到D徵調。其後，呈示部前段的主題旋律由C宮調、G宮調再轉回D徵調，以琵琶十六分音符節奏強調，並運用掃拂技巧，如同祥林嫂「絕望般的吶喊」。其後的第六段（第332小節）為作者為強調琵琶表現力而寫的華彩樂段。
再現部以D商調式為主，先後將引子、展開部、呈示部的主旋律再現。琵琶的「搖指」讓樂曲氣氛轉趨沉重，最後在伴奏飄渺地遠去中結束全曲。

## 樂曲特色
《祝福》情绪对比强烈，运用西方作曲技法，使此曲音响的效果、丰富的层次结构和庞大气势皆異於傳統樂曲。作曲家也運用琵琶特殊技巧來發展樂曲，如使用「掃拂」以增強張力，以單彈和左手「吟弦」結合表現細膩情感。